# 伊萬尼夫卡 (海辛區)
48°57′28″N 29°23′11″E / 48.95778°N 29.38639°E
伊萬尼夫卡（烏克蘭語：Іванівка）是位於烏克蘭西南部的村莊，由文尼察州海辛區的達希夫市鎮負責管轄。該村處於韋爾博瓦河畔，面積1.2平方公里，海拔高度201米，2001年人口206。